# Avenue d'Aix-la-Chapelle
 (septembre 2020).
Si vous disposez d'ouvrages ou d'articles de référence ou si vous connaissez des sites web de qualité traitant du thème abordé ici, merci de compléter l'article en donnant les références utiles à sa vérifiabilité et en les liant à la section « Notes et références ».
Pour les articles homonymes, voir Aix-la-Chapelle.
L'avenue d'Aix-la-Chapelle est une avenue liégeoise.

## Situation et accès
Cette artère qui se situe dans le sud du quartier de Jupille-sur-Meuse débute au carrefour de l'avenue Henri Warnant et de la rue du Homvent et se termine au carrefour de la l'avenue de Cologne et de la drève du Château.

Longue d'environ 500 m, la rue est permet l'accès à l'avenue du Tennis et du Royal Fayenbois Tennis Club mais également, à son extrémité, à l'ancien château de Fayenbois, reconvertit en maison de repos et donne accès au domaine de Fayenbois, un vaste espace vert public.
Voies adjacentes
- Avenue du Tennis
- Avenue de l'Absent
- Sentier du Bois

## Origine du nom
L'avenue prend le nom d'Aix-la-Chapelle car elle suit approximativement le tracé de l'ancienne voie qui reliait Liège à Aix-la-Chapelle. Dans le même ordre de noms de localités allemandes, le prolongement de l'avenue en l'avenue de Cologne.

## Historique
L'avenue suit approximativement l'ancien tracé de la voie reliant Liège à Aix-la-Chapelle.